# Arthonia biatoricola
Arthonia biatoricola är en lavart som beskrevs av Per Gerhard Ihlen, Owe-Larss. in Ihlen, Owe-Larsson och Tor Tønsberg. Arthonia biatoricola ingår i släktet Arthonia, och familjen Arthoniaceae. Arten är reproducerande i Sverige.